# Hondurassmaragd
Hondurassmaragd (Amazilia luciae) är en fågel i familjen kolibrier. Den är den enda fågelarten som är endemism för Honduras i Centralamerika. Hondurassmaragden minskar i antal och upptas på IUCN:s rödlista för hotade arter, som sårbar.

## Utseende och läte
Hondurassmaragden är en medelstor (9,5 cm) grön kolibri. Hanen är lysande grön ovan med bronston på övre stjärttäckarna och bronsgrön stjärt. På strupen och övre delen av bröstet är den glittrande blågrön medan resten av undersidan är ljusgrå med grönfläckiga sidor. Näbben är svart med röd undre näbbhalva och mörk spets. Honan liknar hanen men är mindre intensiv i färgerna och den glittrande strupen är mer begränsad. Lätet beskrivs som ett något metalliskt klickande som upprepas stadfast. Även sträva tjattrande ljud kan höras.

## Utbredning och systematik
Fågeln förekommer i de torra inre dalarna i norra och centrala Honduras. Den behandlas som monotypisk, det vill säga att den inte delas in i några underarter.

### Släktestillhörighet
Hondurassmaragden placeras traditionellt i släktet Amazilia. Genetiska studier visar att arterna i släktet inte står varandra närmast. Dock har inte hondurassmaragden testats genetiskt, varför den tentativt hålls kvar i Amazilia i väntan på närmare studier.

## Status
Arten har ett begränsat utbredningsområde och tros minska i antal till följd av habitatförlust. Den är därför upptagen på internationella naturvårdsunionen IUCN:s röda lista över hotade arter, listad i hotkategorin sårbar (VU). Världspopulationen uppskattas bestå av 10 000–20 000 vuxna individer.

## Namn
Fågelns vetenskapliga artnamn hedrar Lucy Brewer, dotter till amerikanske ornitologen Thomas Brewer.